# Сарсель (округ)
Округ Сарсель (фр. Arrondissement de Sarcelles) — округ у Франції, в департаменті Валь-д'Уаз. 2023 року округ об'єднував 62 муніципалітети, населення становило 478 439 осіб.
Адміністративний центр (супрефектура) — Сарсель.

## Муніципалітети
Список муніципалітетів округу та їхні коди INSEE:
1. Анг'ян-ле-Бен (95210)
2. Андії (95014)
3. Аньєр-сюр-Уаз (95026)
4. Арнувіль (95019)
5. Аттенвіль (95028)
6. Бає-ан-Франс (95042)
7. Беллуа-ан-Франс (95056)
8. Бельфонтен (95055)
9. Бонней-ан-Франс (95088)
10. Букваль (95094)
11. Буффемон (95091)
12. Вемар (95641)
13. Віарм (95652)
14. Віллен-су-Буа (95660)
15. Вільє-ле-Бель (95680)
16. Вільє-ле-Сек (95682)
17. Вільрон (95675)
18. Водерлан (95633)
19. Гарж-ле-Гонесс (95268)
20. Гонесс (95277)
21. Гросле (95288)
22. Гуссенвіль (95280)
23. Дей-ла-Барр (95197)
24. Домон (95199)
25. Езанвіль (95229)
26. Екуан (95205)
27. Епіє-ле-Лувр (95212)
28. Епіне-Шамплатре (95214)
29. Жаньї-су-Буа (95316)
30. Лассі (95331)
31. Ле-Меній-Обрі (95395)
32. Ле-Плессі-Гассо (95492)
33. Ле-Плессі-Люзарш (95493)
34. Ле-Тіє (95612)
35. Лувр (95351)
36. Люзарш (95352)
37. Марей-ан-Франс (95365)
38. Маржансі (95369)
39. Марлі-ла-Віль (95371)
40. Маффліє (95353)
41. Монліньон (95426)
42. Монманьї (95427)
43. Монморансі (95428)
44. Монсу (95430)
45. Муассель (95409)
46. Піскоп (95489)
47. Пюїзе-ан-Франс (95509)
48. Руассі-ан-Франс (95527)
49. Сарсель (95585)
50. Сежі (95594)
51. Сен-Брис-су-Форе (95539)
52. Сен-Вітз (95580)
53. Сен-Гратьян (95555)
54. Сен-Мартен-дю-Тертр (95566)
55. Сен-Прі (95574)
56. Суазі-су-Монморансі (95598)
57. Сюрвільє (95604)
58. Фонтене-ан-Паризі (95241)
59. Фосс (95250)
60. Шатене-ан-Франс (95144)
61. Шеннв'єр-ле-Лувр (95154)
62. Шомонтель (95149)